# James Douglas, 2:e hertig av Queensberry
James Douglas, 2:e hertig av Queensberry, 1:e hertig av Dover, född den 18 december 1662, död den 6 juli 1711, var en skotsk ämbetsman och politiker.

## Biografi
James Douglas var son till William Douglas, 1:e hertig av Queensberry och lady Isabel Douglas.
Han kallades "unionshertigen" och slöt sig vid Vilhelms av Oranien ankomst 1688 genast till denne och var sedermera upprepade gånger kunglig representant (commissioner) i Skottlands parlament. Framför allt var han som sådan synnerligen verksam under unionsförhandlingarna 1706 och undertecknade å drottningens vägnar unionsfördraget mellan de båda länderna den 22 juli samma år.
Till lön för sina förtjänster till unionens tillkomst upphöjdes Douglas 1708 till brittisk peer (som hertig av Dover). Han blev 1709 statssekreterare och var till sin död drottning Annas förnämste skotske rådgivare.

## Familj
James Douglas gifte sig 1695 med Mary Boyle (d. 1709), dotter till Charles Boyle, 3:e viscount Dungarvan, baron Clifford av Lanesborough och faster till Richard Boyle, 3:e earl av Burlington.
De hade följande barn:
- James Douglas, 3:e markis av Queensberry (1697–1715)
- Charles Douglas, 3:e hertig av Queensberry (1698–1778) gift med Catherine Hyde
- Lady Jane Douglas (1701–1729) gift 1720 med Francis Scott, 2:e hertig av Buccleuch